# كابوناتا
كابوناتا (بالصقلية: capunata) هو طبق صقلي يتكون من الباذنجان المقلي المفروم والخضروات الأخرى، متبلة بزيت الزيتون وصلصة الطماطم والكرفس والزيتون والكبر، في صلصة أجرودولسي.
يمكن اضافت الأنواع المختلفة مثل الجزر والفلفل الحلو والبطاطس والصنوبر والزبيب.
تضيف نسخة باليرمو الأخطبوط، وتتضمن الوصفة الأرستقراطية جراد البحر وسمك أبو سيف المزين بالهليون البري وبيض التونة المجفف المبشور والروبيان. هذه استثناءات للقاعدة العامة لحساء الخضار المطبوخ أو السلطة الحلوة والحامضة.
تُستخدم الكابوناتا اليوم عادةً كطبق جانبي لأطباق الأسماك وأحيانًا كمقبلات، ولكن منذ القرن الثامن عشر تم استخدامها أيضًا كطبق رئيسي.
ترتبط الكابوناتا تاريخيًا بالمجتمع اليهودي في صقلية، ولا يزال يُشار إليها أحيانًا باسم الكابوناتا ألا جوديا.
يُطلق على طبق نابولي مماثل اسم "سيانفوتا"، وهو طبق شائع أيضًا في المطبخ التونسي.

## علم أصول الكلمات
لا يُعرف أصل الاسم بشكل موثوق. يقترح البعض أنه مشتق من اللغة الكتالونية، بينما يقترح آخرون أنه مشتق من الكاوبون، حانات البحارة. تشير الأطباق التي وصفها رايت إلى أن الطبق الصقلي كان في الماضي مشابهًا للكابوناتا الجينوية.